# Hofje In den Groenen Tuin

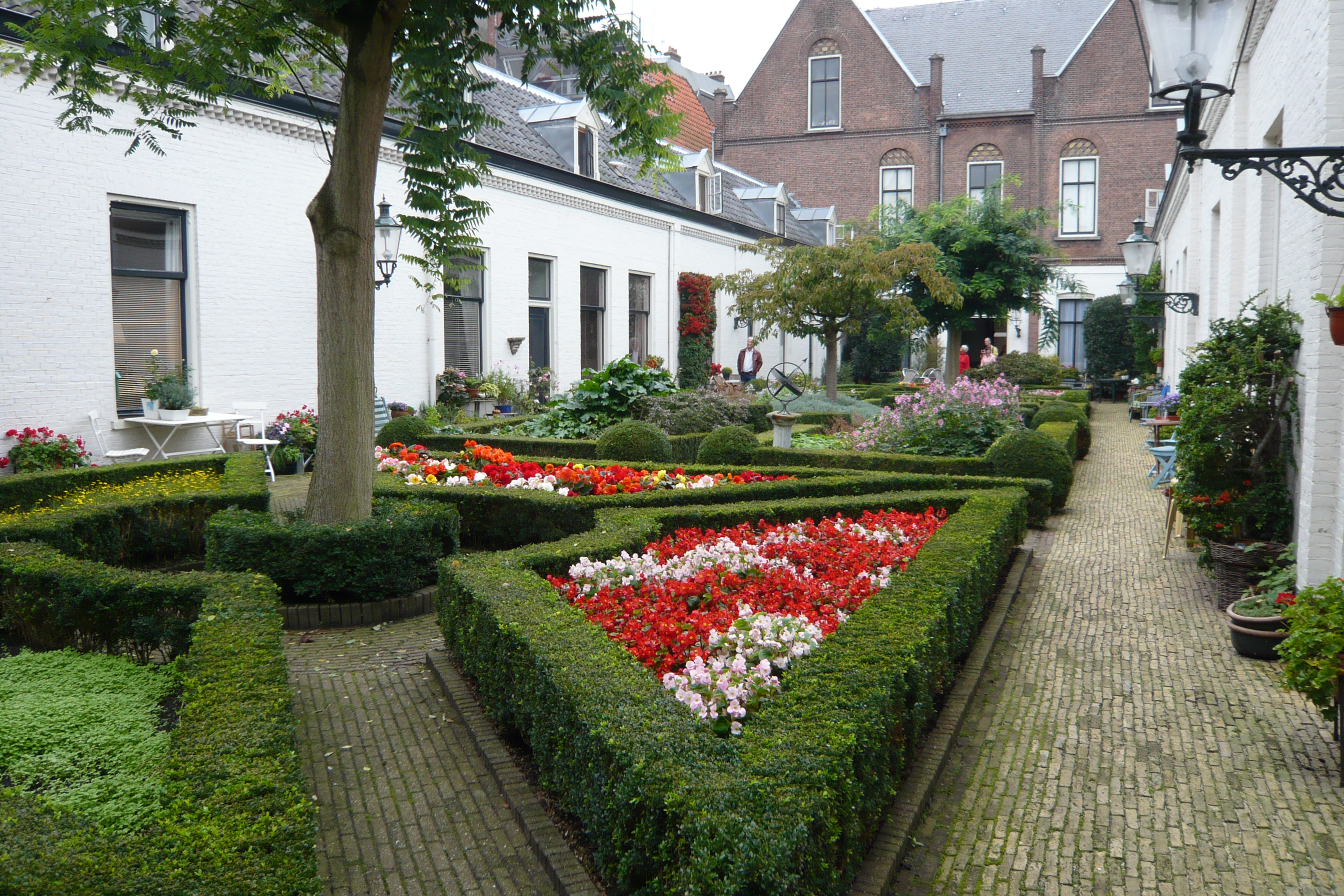
Hofje In den Groenen Tuin

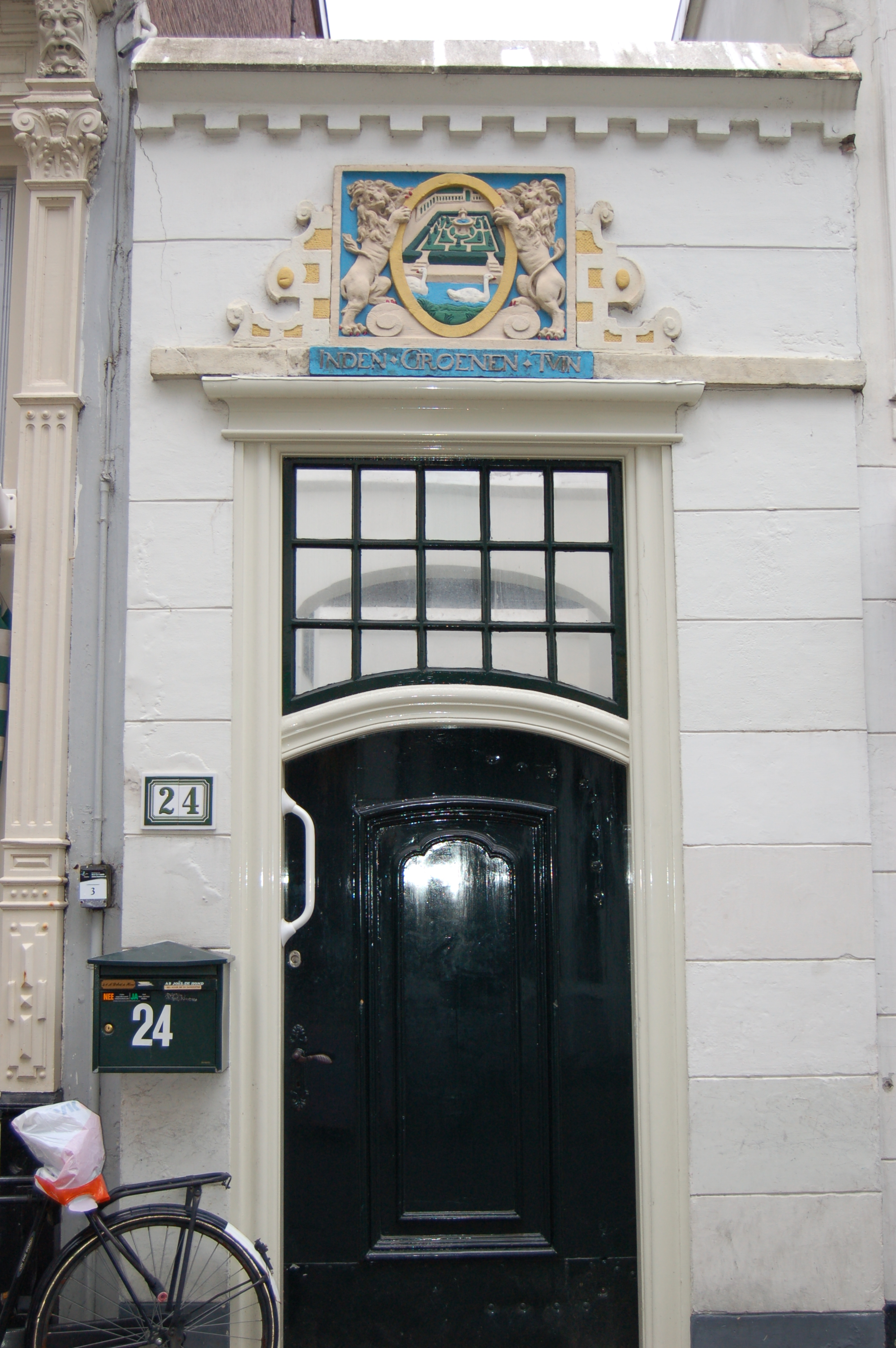
Ingang van het hofje aan de Lange Veerstaat

Het Hofje In den Groenen Tuin is een Haarlems hofje gelegen aan Warmoesstraat 23  in het centrum van Haarlem.
Het hofje dateert uit 1616 en is gesticht uit de nalatenschap van Catarina Jansdochter Amen, weduwe van Jacob Claesz van Schoorl. Het hofje was oorspronkelijk bestemd voor rooms-katholieke alleenstaande dames vanaf 50 jaar. Deze dames moesten zelf in hun onderhoud kunnen voorzien. Na hun dood gingen al hun bezittingen naar het hofje. Deze regels gelden niet meer, maar de oude reglementen zijn als curiositeit nog steeds in te zien in het hofje.
In 1885 is het hofje herbouwd, het aantal woningen werd toen teruggebracht van 20 naar 18. Er kunnen nu 4 vrouwen in het hoofdgebouw wonen, voorheen 6, en 14 in de huisjes rondom de binnentuin. Het hofje is toegankelijk voor publiek op doordeweekse dagen van 10 tot 12 uur. In de weekenden is het hofje gesloten. De hoofdingang - voor publiek - is te vinden aan Warmoesstraat 23, de achteringang, voorzien van een opvallende gevelsteen, is gelegen aan de Lange Veerstraat 24 en alleen toegankelijk voor bewoners en beheerders. De gevelsteen is in april 2011 door de stagiaire Rianne Roosen overgeschilderd in opdracht van Schildersbedrijf C. den Hollander.
Bestaand:
Brouwershofje ·
Bruiningshofje ·
Frans Loenenhofje ·
Gravinnehof ·
Hofje Codde en Van Beresteijn ·
Hofje In den Groenen Tuin ·
Hofje van Bakenes ·
Hofje van Guurtje de Waal ·
Hofje van Loo ·
Hofje van Noblet ·
Hofje van Oorschot ·
Hofje van Staats ·
Hofje van Heythuysen ·
Johan Enschedé Hof ·
Luthers Hofje ·
Proveniershof ·
Remonstrants Hofje ·
Teylers Hofje ·
Vrouwe- en Antonie Gasthuys ·
Wijnbergshofje ·
Zuiderhofje
Verdwenen:
Aelbert Gerritsz. Fijnebuyckshofje ·
Blokshofje ·
Blokzeyldershofje ·
Boonhofje ·
Brammershofje ·
Bullenhofje ·
Comanshofje ·
Deymanshofje ·
Guurt Burethofje ·
Hofje de Dubbele Muts ·
Hofje de Hemelpoort ·
Hofje de Vijftien Kamers ·
Hofje der Twaalf Apostelen ·
Hofje Het Lam ·
Hofje van Bavo ·
Hofje van Gratie ·
Kenauhofje ·
Luciehofje ·
Pietershofje ·
Sint Annahofje ·
Sint Jans Koenen Gasthuishofje ·
Slickhofje ·
Solomonshofje ·
Twijndershofje ·
Vissershofje ·
Weeshuishofje